# Мысовский маяк
Мысовский маяк — один из двух сохранившихся маяков на Байкале. Построен в 1895 году на Мысовской станции в Бурятии, в рамках строительства паромной железнодорожной переправы через озеро. Высота маяка более 10 метров над землей, маячного огня — 8 метров. Является объектом культурного наследия Бурятии и популярным туристическим местом.

## Маяк
Мысовский маяк сделан из прочной сименс-мартеновской стали в Англии кораблестроительной фирмой «Армстронг и К°». Маячные конструкции в разобранном виде были доставлены на Байкал, где их собрали русские мастера. Построен маяк в 1895 году на Мысовской станции в Бурятии (ныне город Бабушкин Кабанского района) и относится к памятникам кругобайкальской железной дороги. Маяки строили, чтобы обеспечить паромную железнодорожную переправу через озеро, всего их три — Устьянский, Мысовой и Танхойский маяки. Маяки установлены Министерством путей сообщения.
Мысовский маяк один из двух сохранившихся маяков на Байкале, второй маяк — Устьянский в Иркутской области. Мысовский маяк представляет собой круглую в сечении металлическую башню. Установлен на основание в виде восьмиугольной пирамиды из серого гранита. В верху башни находится смотровая площадка с металлическим ограждением. Высота маяка более 10 метров над землей, маячного огня — 8 метров, внешний диаметр опоры около 1,5 метра, внутренний диаметр 1,4 метра.
Во время гражданской войны на свет Мысовского маяка по льдам Байкала отступали отряды каппелевцев.
Постановлением Совета Министров Бурятской АССР от 1983 года маяк признан памятником промышленной архитектуры. Ныне это объект культурного наследия. Является популярным туристическим местом.
В 2020 году Министерством туризма Бурятии был запущен Республиканский интернет-конкурс «ТОП-100 достопримечательностей Республики Бурятия». В результате голосования жителей и представителей муниципалитетов и организаций маяк занял 3 место.
Маяк пострадал от вандалов — разрисован граффити и покрыт надписями. Сам маяк также находится в неудовлетворительном состоянии и нуждается в реставрации.